# Кожаки
Кожаки — упразднённая в 1963 году деревня в Моргаушском районе Чувашской Республики Российской Федерации. Вошла в черту деревни Сятракасы, в XXI веке являющаяся административным центром Сятракасинского сельского поселения. Ныне улица Правды деревни Сятракасы, смыкающаяся с севера с деревней Кашмаши.

## География
Деревня находилась в северо-западной части Чувашии, в пределах Чувашского плато, в зоне хвойно-широколиственных лесов, образуя с селениями Кожаки, Седойкино, Сятракасы общую селитебную территорию.

### Климат
Климат характеризуется как умеренно континентальный, с продолжительной морозной зимой и тёплым летом. Среднегодовая температура воздуха — 2,3 °C. Средняя температура воздуха самого тёплого месяца (июля) — 18,6 °C (абсолютный максимум — 38 °C); самого холодного (января) — −13 °C (абсолютный минимум — −44 °C). Безморозный период длится около 148 дней. Среднее количество атмосферных осадков, выпадающих в вегетационный период, составляет 326 мм

## История
До упразднения уездно-губернского деления входило в состав Чувашско-Сорминской волости.
Деревни Кожаки и Седойкино включены в черту деревни Сятракасы 29 августа 1963 года:170, 229.